# Ricky Shakes
Ricky Ulric Shakes (Brixton, 25 gennaio 1985) è un ex calciatore guyanese con cittadinanza britannica, di ruolo centrocampista.

## Carriera

### Club
Ha giocato nella terza divisione inglese con lo Swindon Town e nella quarta divisione con lo Swindon Town, i Bristol Rovers, il Bury ed il Brentford.

### Nazionale
Ha giocato nella nazionale trinidadiana ed in quella guyanese.